# Cystobasidiomycetes
Cystobasidiomycetes R. Bauer et al. – klasa podstawczaków (Basidiomycota), której typem nomenklatorycznym jest rodzaj Cystobasidium.

## Charakterystyka
Cystobasidiomycetes zostały scharakteryzowane przez Bauera i innych jako grzyby charakteryzujące się brakiem fukozy w ścianach komórkowych i obecnością wewnątrzjądrowych ciałek biegunowych wrzeciona podczas metafazy. Należą do nich zarówno grzyby strzępkowe tworzące formy płciowe, jak i bezpłciowe gatunki drożdżopodobne. Częste są formy dymorficzne, a formy drożdżowe są naturalnym etapem cyklu życiowego tych grzybów. Dwa rodzaje to grzyby naporostowe: Cyphobasidium (tworzące formę płciową i drożdżową) i Lichenozyma (tylko forma drożdżowa).

## Systematyka
Klasa Cystobasidiomycetes została utworzona przez Roberta Bauera, Dominika Begerowa, José Sampaio, Michaela Weißa i Franza Oberwinklera w artykule The simple-septate basidiomycetes: a synopsis opublikowanym w „Mycological Progress” z 2006:

Cystobasidiomycetes R. Bauer, Begerow, J.P. Samp., M. Weiß & Oberw., class. nov. (Figs. 3a, 7a–f)
Fungi Pucciniomycotinorum parietibus cellularum fucoso absente.

Według CABI databases bazującego na Dictionary of the Fungi do klasy Cystobasidiomycetes należą:
- podklasa incertae sedis
  - rząd Buckleyzymales R.L. Zhao & K. D. Hyde 2017
  - rząd Cyphobasidiales T. Sprib. & H. Mayrhofer 2016
  - rząd Cystobasidiales R. Bauer, Begerow, J.P. Samp., M. Weiss & Oberw. 2006
  - rząd Erythrobasidiales R. Bauer, Begerow, J.P. Samp., M. Weiss & Oberw. 2006
  - rząd Naohideales R. Bauer, Begerow, J.P. Samp., M. Weiss & Oberw. 2006
  - rządSakaguchiales R.L. Zhao & K.D. Hyde 2017
  - rodziny i rodzaje incertae sedis:
    - rodzina Microsporomycetaceae Q.M. Wang, F.Y. Bai, M. Groenew. & Boekhout 2015
    - rodzina Symmetrosporaceae Q.M. Wang, F.Y. Bai, M. Groenew. & Boekhout 2015
    - rodzaj Cyrenella Goch. 1981
    - rodzaj Queiroziella C.R. Félix, J.D.P. Bezerra, R.P. Neves & Landell 2018[4].